# Oospila rubescens
Oospila rubescens är en fjärilsart som beskrevs av W. Warren 1906. Oospila rubescens ingår i släktet Oospila och familjen mätare. Inga underarter finns listade i Catalogue of Life.